# Peristylus hamiltonianus
Peristylus hamiltonianus är en orkidéart som först beskrevs av John Lindley, och fick sitt nu gällande namn av John Lindley. Peristylus hamiltonianus ingår i släktet Peristylus och familjen orkidéer. Inga underarter finns listade i Catalogue of Life.